# Каменна Гура (гміна)
Гміна Каменна Гура (пол. Gmina Kamienna Góra) — сільська гміна у південно-західній Польщі. Належить до Каменногурського повіту Нижньосілезького воєводства.
Станом на 31 грудня 2011 у гміні проживало 9006 осіб.

## Площа
Згідно з даними за 2007 рік площа гміни становила 158.10 км², у тому числі:
- орні землі: 60.00%
- ліси: 32.00%

Таким чином, площа гміни становить 39.91% площі повіту.

## Населення
Станом на 31 грудня 2011:
| Опис     | Загалом | Загалом | Чоловіки | Чоловіки | Жінки | Жінки |
| -------- | ------- | ------- | -------- | -------- | ----- | ----- |
| одиниця  | осіб    | %       | осіб     | %        | осіб  | %     |
| все      | 9006    | 100     | 4497     | 49.93    | 4509  | 50.07 |
| міське   | 0       | 100     | 0        |          | 0     |       |
| сільське | 9006    | 100     | 4497     | 49.93    | 4509  | 50.07 |

## Сусідні гміни
Гміна Каменна Гура межує з такими гмінами: Чарни Бур, Яновіце-Вельке, Каменна Гура, Ковари, Любавка, Марцишув, Мерошув, Мислаковіце.